# Гюттінген-бай-Лар
Гюттінген-бай-Лар (нім. Hüttingen bei Lahr) — громада в Німеччині, розташована в землі Рейнланд-Пфальц. Входить до складу району Бітбург-Прюм. Складова частина об'єднання громад Зюдайфель.
Площа — 4,40 км2. Населення становить 150 ос. (станом на 31 грудня 2020).

## Галерея

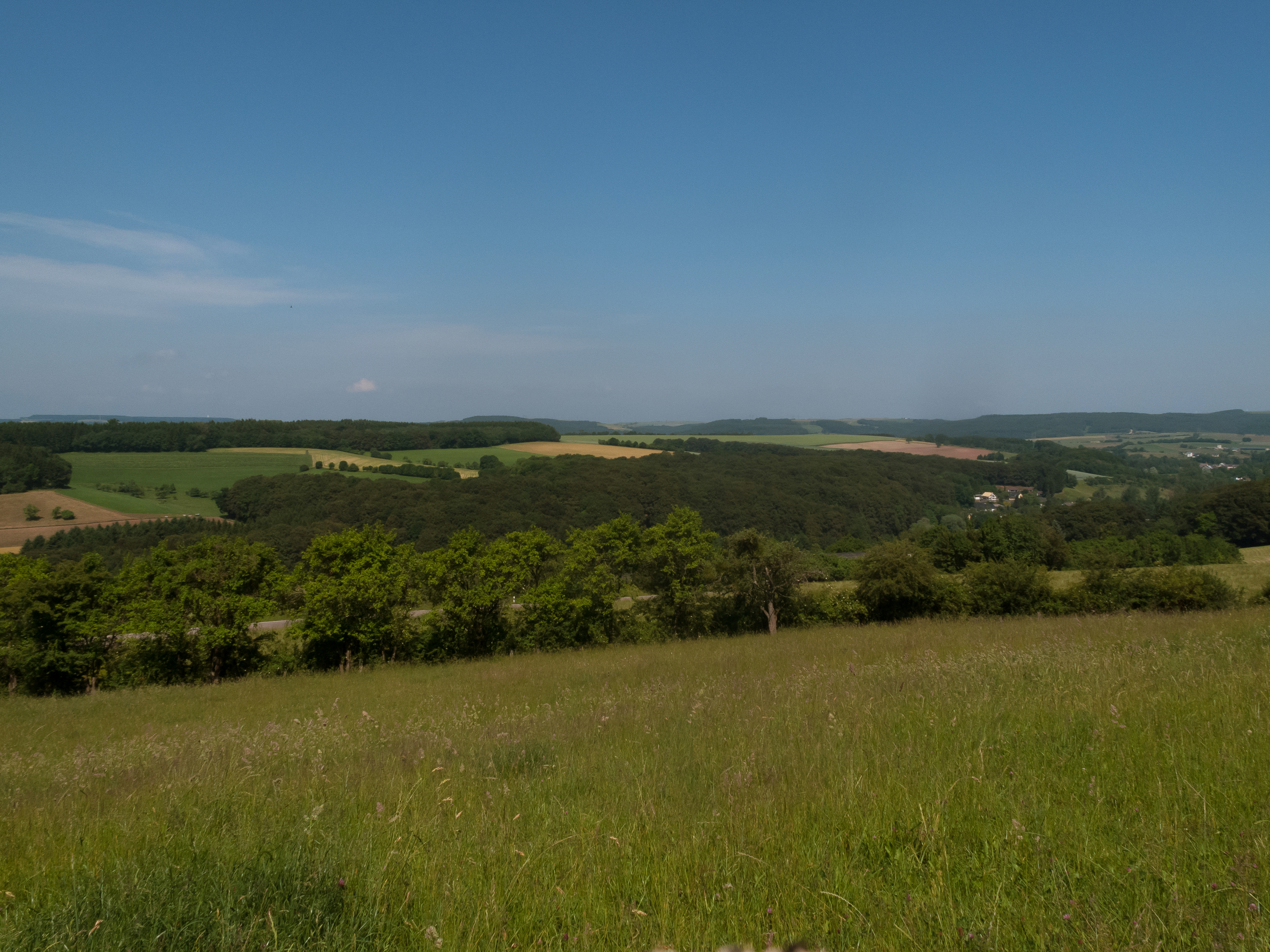